# Ylenia Zambito
Ylenia Zambito (Pisa, 27 giugno 1974) è una politica e chimica italiana.

## Biografia
Laureata in Chimica e Tecnologia Farmaceutiche nel 1999, ha ottenuto poi un Dottorato di ricerca in Chimica e tecnologia delle sostanze bioattive, concluso nel 2003. Ha quindi iniziato a lavorare al dipartimento di Farmacia dell'Università di Pisa, fino a diventare professoressa ordinaria nel 2017. 
Impegnata in politica fin dalla giovane età, poco prima di compiere 20 anni è stata eletta da indipendente consigliera della Circoscrizione 4 del Comune di Pisa. Nel 2001 è diventata consigliera comunale per i Democratici di Sinistra, venendo rieletta alle elezioni del 2003. Allo scioglimento dei DS nel 2007 ha aderito al Partito Democratico. 
Dal 2008 al 2018 è stata assessora comunale a Pisa nella giunta del sindaco Marco Filippeschi, con delega alle politiche abitative, edilizia residenziale pubblica e sociale. Dal 2018 è membro dell'assemblea e della direzione regionale toscana del PD, entrando nel 2021 anche nella segreteria regionale.
Alle elezioni politiche del 2022 si è candidata al Senato della Repubblica per il PD ed è risultata eletta nella quota proporzionale in Toscana.